# Mohnish Behl
Mohnish Behl (marathi: मोह्निश बेह्ल, inaczej Mohnish Bahl, ur. 14 sierpnia 1961 w Mumbaju) – bollywoodzki aktor filmowy. Kuzyn Kajol, żony Ajaya Devgana. Ma żonę Ektę, z którą mają córkę.

## Filmografia
- Poślubiona (2006) – doktor Rashid Khan (gościnnie)
- Hum Do Hamaara Ek (2005)
- Khullam Khulla Pyaar Karen (2005) – Vicky
- LOC Kargil (2003) – R. Vishwanathan
- Devi (2003) TV serial
- Waah! Tera Kya Kehna (2002) – Vicky Oberoi
- Shararat (2002) – Vikram Saxena
- Yeh Mohabbat Hai (2002) – Shaukat
- Kyo Kii... Main Jhuth Nahin Bolta (2001) – dziennikarz Rajat
- Więzy miłości (2001) – Rajesh Purohit
- Kahin Pyaar Na Ho Jaaye (2000) – Vinod
- Astitva (2000) – Malhar Kamat
- Kaho Naa... Pyaar Hai (2000) – inspektor Kadam
- Bestia (1999) – Aditya Oberoi
- Hum Saath-Saath Hain: We Stand United (1999) – Vivek
- Sirf Tum (1999) – Ranjeet
- Yugpurush (1998) - Mohnish
- Pardesi Babu (1998) – Naren
- Dulhe Raja (1998) – Rahul Sinha
- Sobowtór (1998) – Ravi Lamba
- Aunty No. 1 (1998) – Gaurav
- Phool Bane Patthar (1998) – Baliya Singh
- Udaan (1997) – inspektor Sharma
- Raja Ki Ayegi Baraat (1997) – Ramesh
- Węgiel (1997) – Ashok
- Kaun Sachcha Kaun Jhootha (1997) – Mohnish
- Ajay (1996) – Roopesh Singh
- Raja Hindustani (1996) – Jai
- Army (1996) – Kabir
- Hum Dono (1995) – Choudhry
- Sab Se Bada Khiladi (1995) – Amit
- Kartavya (1995) – Balbir Singh
- Prem Yog (1994) – Jimmy Narang
- Elaan (1994) – Vijay Sharma
- Eena Meena Deeka (1994) – Mangal
- Hum Aapke Hain Koun (1994) – Rajesh
- Aashiq Awara (1993) – Vikram
- Ek Hi Raasta (1993) – Vikram Singh
- Bol Radha Bol (1992) – Bhanu
- Deewana (1992) – Narender
- Shola Aur Shabnam (1992) – Bali
- Baaghi: A Rebel for Love (1990) – Jaagu
- Maine Pyar Kiya (1989) – Jeevan
- Itihaas (1987) – Rakesh
- Purana Mandir (1984) – Sanjay
- Meri Adalat (1984)
- Teri Bahon Mein (1984)
- Bekaraar (1984) – Pradeep